# Cao Qingze
Cao Qingze (chinesisch 曹庆泽; * Januar 1932 in Lixian, Hunan; † 19. Februar 2015) war ein chinesischer Politiker der Kommunistischen Partei Chinas (KPCh), der unter anderem von 1990 bis 1998 Minister für Disziplinaraufsicht im Staatsrat der Volksrepublik China war.

## Leben
Cao Qingze begann nach dem Schulbesuch sowie der Gründung der Volksrepublik 1949 ein Studium in der Zweigstelle Nr. 3 der Militärischen und Politischen Hochschule der Zweiten Feldarmee der Volksbefreiungsarmee und war danach zwischen 1950 und 1955 Verwaltungsmitarbeiter des Allgemeinen Amtes der Volksregierung von Liangping, ein Stadtbezirk Chongqing, sowie ferner Verwaltungsmitarbeiter der Organisationsabteilung des Parteikomitees von Liangping. Nachdem er 1952 als Mitglied der Kommunistischen Partei Chinas (KPCh) beigetreten war, war er zwischen 1955 und 1966 Mitarbeiter der Landwirtschaftsabteilung des Parteikomitees der Provinz Sichuan. Während der Kulturrevolution war er zwischen 1966 und 1976 Mitarbeiter des Revolutionskomitees dieser Provinz. Er war daraufhin von 1978 und 1980 sowohl stellvertretender Direktor des Landwirtschaftsamtes der Provinz Sichuan als auch stellvertretender Leiter der Landwirtschaftsgruppe des Revolutionskomitees dieser Provinz. Daraufhin war er zwischen 1980 und 1981 Absolvent der Zentralen Parteihochschule der Kommunistischen Partei Chinas.
Anschließend kehrte Cao nach Sichuan zurück und war dort zwischen 1981 und 1985 stellvertretender Generalsekretär der Volksregierung der Provinz. Daraufhin fungierte er von 1985 bis 1992 zuerst als stellvertretender Sekretär sowie später als Sekretär der Kommission für Disziplinarinspektion des Parteikomitees der Provinz Sichuan. Auf dem XIII. Parteitag der KPCh (25. Oktober bis 2. November 1987) wurde er erstmals Mitglied der Zentralen Disziplinarkommission der Kommunistischen Partei Chinas und gehörte dieser nach seinen Bestätigungen auf dem XIV. Parteitag (12. bis 19. Oktober 1992) sowie auf dem XV. Parteitag (12. bis 19. September 1997) bis zum XVI. Parteitag (8. bis 14. November 2002) an. Er war zeitweise auch Mitglied des Ständigen Ausschusses des Parteikomitees der Provinz Sichuan. Er war außerdem zwischen dem XIV. Parteitag 1992 und dem XVI. Parteitag 2002 auch stellvertretender Sekretär der Zentralen Disziplinarkommission der KPCh sowie Mitglied des Ständigen Ausschusses dieser Kommission.
Als Nachfolger von Wei Jianxing übernahm Cao Qingze 1993 das Amt als Minister für Disziplinaraufsicht im Staatsrat der Volksrepublik China und bekleidete dieses bis 1998, woraufhin He Yong seine Nachfolge antrat.